# Euthalia kanda
Euthalia kanda är en fjärilsart som beskrevs av Moore 1859. Euthalia kanda ingår i släktet Euthalia och familjen praktfjärilar. Inga underarter finns listade i Catalogue of Life.

## Bildgalleri

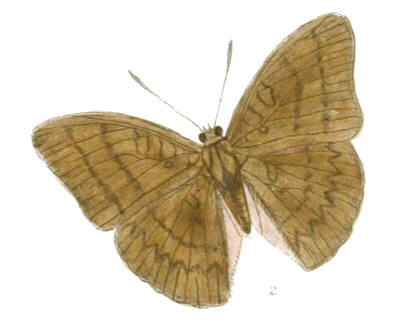
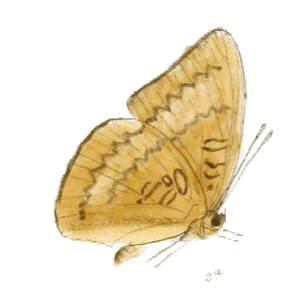